# 寛 クリップ・コレクション
『寛 クリップ・コレクション』（ひろ クリップ・コレクション）は、日本の女性歌手hiroのビデオクリップ集。2006年2月1日にSONIC GROOVEより、ベスト・アルバム『寛 シングル・コレクション』と同時発売された。初のソロ曲「見つめていたい」から13枚目のシングル「ヒーロー☆」までの全シングルが収録された。収録時間は85分。

## 収録
1. 見つめていたい
SPEEDの8枚目のシングル『ALL MY TRUE LOVE』に収録されたhiro初のソロ曲。
2. AS TIME GOES BY
1枚目のシングル。『BRILLIANT ON FILMS』に収録されたフルバージョンとは異なり、本作はショートバージョンでの収録となる。
3. Bright Daylight
2枚目のシングル。
4. Treasure
3枚目のシングル。
5. Your innocence
4枚目のシングル。
6. Confession
5枚目のシングル。
7. love you
6枚目のシングル。
8. Eternal Place
7枚目のシングル。
9. Notice my mind
8枚目のシングル。
10. Baby don't cry
9枚目のシングル。
11. 愛が泣いてる
10枚目のシングル。本作で初収録。
12. 光の中で
11枚目のシングル。本作で初収録
13. clover
12枚目のシングル。
14. ヒーロー☆
13枚目のシングル。本作で初収録。
15. OFF SHOT